# Majdnem (televíziós sorozat)
A Majdnem (eredeti cím: Close Enough) egy amerikai felnőtt animációs szitkom sorozat, amelyet J. G. Quintel készített az HBO Max számára. Eredetileg a sorozatot 2017-ben a TBS számára készítették. A Time Warner-t miután megvásárolta az AT&T a sorozatot felfüggesztették. 2020. július 9-én kizárólag az HBO Max streaming szolgáltatásán adták ki. A sorozat pozitív értékeléseket kapott és több kritikus is Quintel előző sorozatához a Parkműsorhoz hasonlította. 2020. augusztus 6-án a sorozatot megújították egy második évadra. 2020. szeptember 14-én a sorozat a Netflixen kínálatában jelent meg világszerte, így Magyarországon is. 2021. február 25-én mutatták be a 2. évadot, és megújították harmadik évadra.

## Szereplők

### Főszereplők
- J. G. Quintel mint Joshua "Josh" Singleton
- Gabrielle Walsh mint Emily Ramirez
- Jessica DiCicco mint Candice Ramirez-Singleton
- Jason Mantzoukas mint Alex Dorpenberger
- Kimiko Glenn mint Bridgette
- Danielle Brooks mint Pearle Watson
- James Adomian mint Randy Watson

### Mellékszereplők
- John Early mint Mr. Timothy Brice Campbell
- Fred Stoller mint Mr. Salt

### További hangok
- William Salyers
- Max Mittelman
- Roger Craig Smith
- Erica Lindbeck
- Fred Tatasciore
- Jeff Bennett
- Matthew Mercer
- Grey Griffin
- Ali Hillis
- Mo Collins
- Eric Bauza
- Kate Micucci
- Skyler Gisondo
- Marc Evan Jackson
- Tom Kenny

### Vendégszereplők
- Weird Al Yankovic mint önmaga
- David Hasselhoff mint önmaga
- Noel Fielding mint Snailathan Gold
- Dave Foley mint Dr. Ferguson
- George Lopez mint a Wurst Testvérek. vezetője
- Matt Besser mint  Bokros Pofa
- Cheri Oteri mint Dr. Mirigy
- Rachel Dratch mint Meredith Breedmore
- Seth Morris mint Robot őr
- Lauren Lapkus mint az Örökké 23 dolgozója
- Suzy Nakamura mint Bridgette anyja
- Chris Parnell mint Ron
- Eugene Cordero mint Dante
- Rich Sommer mint Keith Nash
- Brent Weinbach mint Lee
- Steve Agee mint Davey Wegman
- Judy Greer mint Nikki
- Diamond White mint Caitlin Olsman
- Jessica St. Clair mint Öröm
- Lea DeLaria mint Rab
- Horatio Sanz mint Raoul
- Lennon Parham mint Toluca Lake
- Whitmer Thomas mint Huss

## Epizódok

### 1. évad (2020)
| Év. | Cím                                   | Rendező                     | Író                                                       | Premier                              |
| --- | ------------------------------------- | --------------------------- | --------------------------------------------------------- | ------------------------------------ |
| 1.  | Az igazi boldogság (Quilty Pleasures) | Sean Szeles                 | Minty Lewis, Ryan Pequin és Madeline Queripel             | 2020. július 9. 2020. szeptember 14. |
| 1.  | A tökéletes ház (The Perfect House)   | Sean Szeles és Calvin Wong  | Minty Lewis                                               | 2020. július 9. 2020. szeptember 14. |
| 2.  | Logan futása (Logan's Run'd)          | J.G. Quintel és Calvin Wong | Chris Kula                                                | 2020. július 9. 2020. szeptember 14. |
| 2.  | A szülői munkaközösség (Room Parents) | J.G. Quintel és Calvin Wong | Aaron Burdette                                            | 2020. július 9. 2020. szeptember 14. |
| 3.  | Görkori-apu (Skate Dad)               | Calvin Wong                 | Minty Lewis és J.G. Quintel                               | 2020. július 9. 2020. szeptember 14. |
| 3.  | 100% nyugi (100% No Stress Day)       | Sean Szeles                 | Bill Oakley és Marlena Rodriguez                          | 2020. július 9. 2020. szeptember 14. |
| 4.  | Ugratóháború (Prank War)              | Sean Szeles                 | Minty Lewis, Ryan Pequin, Matt Price és Madeline Queripel | 2020. július 9. 2020. szeptember 14. |
| 4.  | Menő mamik (Cool Moms)                | Sean Szeles                 | Alison Agosti és Matt Price                               | 2020. július 9. 2020. szeptember 14. |
| 5.  | A robottanár (Robot Tutor)            | Sean Szeles                 | Matt Price                                                | 2020. július 9. 2020. szeptember 14. |
| 5.  | Címlapsztori (Golden Gamer)           | Calvin Wong                 | Matt Price                                                | 2020. július 9. 2020. szeptember 14. |
| 6.  | Viszlát, srácok (So Long Boys)        | Calvin Wong                 | Matt Price és Deepak Sethi                                | 2020. július 9. 2020. szeptember 14. |
| 6.  | Így tapsolj! (Clap Like This)         | Calvin Wong                 | Deepak Sethi                                              | 2020. július 9. 2020. szeptember 14. |
| 7.  | Az első randi (First Date)            | Calvin Wong                 | Marlena Rodriguez és Kristy Grant                         | 2020. július 9. 2020. szeptember 14. |
| 7.  | Csigavarázs (Snailin' It)             | Sean Szeles                 | Minty Lewis                                               | 2020. július 9. 2020. szeptember 14. |
| 8.  | A kutyafiú (The Canine Guy)           | Calvin Wong                 | Andres Salaff és Deepak Sethi                             | 2020. július 9. 2020. szeptember 14. |

### 2. évad (2021)
| Év. | Cím                                                                      | Író                                          | Premier                           |
| --- | ------------------------------------------------------------------------ | -------------------------------------------- | --------------------------------- |
| 1.  | Josh kigyúrja magát (Josh Gets Shredded)                                 | Gabe Delahaye                                | 2021. február 25. 2021. május 26. |
| 1.  | Íme, az olajfúrók (Meet The Frackers)                                    | Aaron Burdette                               | 2021. február 25. 2021. május 26. |
| 2.  | Szószarc (Sauceface)                                                     | Chris Kula                                   | 2021. február 25. 2021. május 26. |
| 2.  | Pokoli vendég (Houseguest From Hell)                                     | Melissa Hunter                               | 2021. február 25. 2021. május 26. |
| 3.  | Padlógáz (Joint Break)                                                   | Gabe Delahaye                                | 2021. február 25. 2021. május 26. |
| 3.  | Kibermátrix (Cyber Matrix)                                               | Gabe Delahaye                                | 2021. február 25. 2021. május 26. |
| 4.  | Kísértetkanapé (Haunted Couch)                                           | Alison Agosti                                | 2021. február 25. 2021. május 26. |
| 4.  | Légy férfi! (Man Up)                                                     | Chris Kula                                   | 2021. február 25. 2021. május 26. |
| 5.  | Kézimunka (Handy)                                                        | Marlena Rodriguez                            | 2021. február 25. 2021. május 26. |
| 5.  | Zűrös zsúr (Birthdaze)                                                   | John Aboud, Aaron Burdette és Michael Colton | 2021. február 25. 2021. május 26. |
| 6.  | Időálló szesz (Time Hooch)                                               | Chris Kula és Craig Rowin                    | 2021. február 25. 2021. május 26. |
| 6.  | A világ legjobb tanára (World's Greatest Teacher)                        | Chris Kula                                   | 2021. február 25. 2021. május 26. |
| 7.  | Hova tűntél, Bridgette? (Where'd You Go, Bridgette?)                     | Marlena Rodriguez                            | 2021. február 25. 2021. május 26. |
| 7.  | A.P. LaPearle erotikus ébredése (The Erotic Awakening of A. P. LaPearle) | Chris Kula                                   | 2021. február 25. 2021. május 26. |
| 8.  | Menő férfiak! (Men Rock!)                                                | Stephanie Amante-Ritter                      | 2021. február 25. 2021. május 26. |
| 8.  | Titkos ló (Secret Horse)                                                 | Alison Agosti                                | 2021. február 25. 2021. május 26. |